# Astragalus schachimardanus
Astragalus schachimardanus là một loài thực vật có hoa trong họ Đậu. Loài này được Basil. miêu tả khoa học đầu tiên.